# Белый каракурт
Белый каракурт (лат. Latrodectus pallidus) — вид пауков из семейства пауков-тенётников.

## Описание
Характерным признаком белого каракурта является его шарообразное брюшко и тонкие длинные ноги. Белый каракурт — единственный вид своего рода, у которого окраска тела светлая, чаще белого или желтоватого цвета. Рисунок в форме песочных часов, как у чёрных вдов, отсутствует. Вместо этого у белого каракурта на гладкой поверхности брюшка отчётливо видны четыре ямки-углубления. Они как бы образуют прямоугольник. В то время, как брюшко почти всегда окрашено в белый цвет, окраска головогруди и ног варьирует от желтовато-коричневого до коричневого цвета.
Самцы существенно меньше самок.

## Распространение
Вид распространён от Северной Африки и Ближнего Востока и Ирана до Азербайджана и России, а также в нескольких центральноазиатских государствах, таких как Казахстан и Туркменистан. В 1988 году поступили сведения о находке на острове Сал (Кабо-Верде). Белый каракурт живёт в степной и пустынной зонах.

## Образ жизни
Вид питается насекомыми. Для этого паук строит логовище в виде пустотелого конуса, соединённого с ловчей сетью длинными сигнальными нитями.